# Bengkulu Selatan
Bengkulu Selatan (deutsch Süd-Bengkulu) ist ein indonesischer Regierungsbezirk (Kabupaten) in der indonesischen Provinz Bengkulu. Zum Jahresende 2023 leben hier auf 1.219,22 Quadratkilometern 174.936 Menschen: 86.142 Frauen (49,24 %) und 88.794 Männer (50,76 %). Rechnerisch kamen also 103,08 Männer auf 100 Frauen. Der Verwaltungssitz des Kabupaten Bengkulu Selatan ist die Stadt Kota Manna.

## Geographie
Unter den zehn Verwaltungseinheiten der 2. Stufe (neun Kabupaten und die Kota) in der Provinz liegt der Kabupaten Bengkulu Selatan flächenmäßig auf Rang 7 (6,06 % der Fläche von Sumatra).

### Lage
Bengkulu Selatan liegt südlich des Zentrums der Provinz Bengkulu und grenzt im Nordwesten an den Kabupaten Seluma, im Südosten an Kaur sowie im Norden an die Provinz Sumatra Selatan (mit den Kabupaten Lahat und der Kota Pagar Alam). Im Südwesten bildet die ca. 50 Kilometer lange Küstenlinie des Indischen Ozeans eine natürliche Grenze. Fünf der elf Kecamatan haben Zugang zum Meer (Im Norden beginnend): Pino Raya, Kota Manna, Pasar Manna, Bunga Mas und Kedurang Ilir.
Die reichliche Hälfte (50,88 %) des Kabupaten liegt auf Höhen bis 100 Metern, zwischen 100 und 500 Metern liegt ein reichliches Drittel (35,08 %) des Territoriums, der Rest über 500 Metern. Air Nipis ist der am höchsten gelegene Verwaltungssitz eines Kecamatan (164 m).
Geografisch werden die Koordinaten zwischen 4° 09′ 39″ und 4° 33′ 34″ s. Br. sowie zwischen 102 47′ 45″ und 103° 17′ 18″ ö. L belegt.

### Klima und Wetter
Der Kabupaten liegt südlich vom Äquator. Wie in ganz Indonesien herrscht hier tropisches Regenwaldklima (feuchttropisches Klima). Man unterscheidet eine trockene Jahreszeit (Juni bis September) und die Regenzeit (August bis November).
Die Temperaturen lagen 2020 zwischen 19,8 °C im August und 35,4 °C im Mai. Die Luftfeuchtigkeit zwischen 82,4 (August) und 100 % (März, April, Oktober bis Dezember). Regen fiel am meisten im November (555,7 mm an 28 Tagen), am wenigsten regnete es im August (118,6 mm an 13 Tagen). Der Gesamt-Niederschlag für das Jahr 2020 betrug 4248 mm an 254 Regentagen. Der August hatte die höchste Sonnenscheindauer (92,26 %), der Dezember die geringste (47,70 %).

## Verwaltungsgliederung
| Code 1   | Kecamatan Distrikt    | Ibu Kota Verwaltungssitz | Fläche (km²) | Einw. Zensus 2010 2 | Volkszählung 2020 | Volkszählung 2020 | Volkszählung 2020 | Anzahl der  | Anzahl der |
| Code 1   | Kecamatan Distrikt    | Ibu Kota Verwaltungssitz | Fläche (km²) | Einw. Zensus 2010 2 | Einw. 3           | 0Dichte 40        | Sex Ratio 5       | Kelurahan 6 | Desa       |
| -------- | --------------------- | ------------------------ | ------------ | ------------------- | ----------------- | ----------------- | ----------------- | ----------- | ---------- |
| 17.01.01 | Kedurang              | Tanjung Alam             | 234,55       | 10.275              | 11.990            | 51,1              | 106,62            | 19          | —00        |
| 17.01.02 | Seginim               | Pasar Baru               | 61,88        | 15.069              | 17.174            | 277,5             | 104,16            | 21          | 1          |
| 17.01.03 | Pino                  | Masat                    | 61,88        | 11.262              | 12.775            | 206,4             | 103,20            | 15          | 1          |
| 17.01.04 | Manna                 | Kayu Kunyit              | 33,17        | 13.102              | 16.303            | 491,5             | 104,30            | 17          | 1          |
| 17.01.05 | Kota Manna            | Ibul                     | 32,16        | 26.880              | 31.807            | 989,0             | 102,59            | 5           | 6          |
| 17.01.06 | Pino Raya             | Pasar Pino               | 223,50       | 18.303              | 21.938            | 98,2              | 106,75            | 21          | —00        |
| 17.01.07 | Kedurang Ilir00       | Lubuk Ladung             | 58,20        | 7.212               | 8.944             | 153,7             | 106,51            | 12          | —00        |
| 17.01.08 | Air Nipis             | Suka Negeri              | 203,28       | 10.302              | 12.441            | 61,2              | 106,15            | 10          | —00        |
| 17.01.09 | Ulu Manna             | Simpang Pino             | 236,92       | 7.217               | 8.095             | 34,2              | 106,82            | 10          | —00        |
| 17.01.10 | Bunga Mas             | Gindosuli                | 35,08        | 5.804               | 6.828             | 194,6             | 101,77            | 10          | —00        |
| 17.01.11 | Pasar Manna           | Pasar Bawah              | 5,84         | 17.514              | 17.954            | 3.074,3           | 99,33             | 2           | 7          |
| 17.01    | Kab. Bengkulu Selatan | Kab. Bengkulu Selatan    | 1.186,10     | 142.940             | 166.249           | 140,2             | 104,08            | 142         | 16         |

## Demografie
Der Kabupaten belegt Rang 6 innerhalb der Provinz, also 8,34 % der Einwohnerzahl. Mit der Bevölkerungsdichte von 143,5 Einw. je km² liegt Bengkulu Selatan über dem Provinzdurchschnitt von 104,2.
Zwischen der 6. (2010) und der 7. Volkszählung (2020) sank der Frauenanteil von 49,57 auf 49,00 Prozent. Für Ende 2023 ist wieder ein Aufwärtstrend erkennbar (49,24 %), was aber wohl den unterschiedlichen Berechnungsmethoden geschuldet sein mag (Volkszählung‖Fortschreibung der Registrierungsbüros):
| Jahr | Gesamt- bevölkerung | Männer | %     | Frauen | %     |
| ---- | ------------------- | ------ | ----- | ------ | ----- |
| 2010 | 142.940             | 72.078 | 50,43 | 70.862 | 49,57 |
| 2020 | 166.249             | 84.785 | 51,00 | 81.464 | 49,00 |

Die vorherrschende Religion war und ist der Islam, über 99 Prozent der Bevölkerung bekennen sich hierzu, ihnen stehen 344 Moscheen und 36 kleinere Gebetsräume (indonesisch Mushola) zur Verfügung. Christen gab es nur 1.331 (545 Protestanten, 786 Katholiken), also 0,75 Prozent. Die meisten lebten im Kecamatan Pino Raya (nur 353 Katholiken) und in Kota Manna (242 Protestanten und 173 Katholiken). Die elf protestantischen Kirchen fanden sich in fünf Kecamatan.

### Soziale Daten 2020
| Merkmal                                                            | Bengkulu Selatan | 0Prov. Bengkulu0 |
| ------------------------------------------------------------------ | ---------------- | ---------------- |
| Bevölkerung unterhalb der Armutsgrenze (Tsd.)0                     | 028,41           | 302,58           |
| Anteil der „armen Bevölkerung“ (indonesisch Penduduk miskin) (%)00 | 017,82           | 15,03            |
| Arbeitslosenrate (%)                                               | 003,52           | 04,07            |
| Lebenserwartung bei der Geburt (Jahre)                             | 072,81           | 69,35            |
| HDI-Index                                                          | 070,63           | 71,40            |
| Analphabetenrate (in %, 15+ J.)                                    | 001,10           | 01,99            |

## Geschichte
Der Kabupaten Bengkulu Selatan gehörte zu den vier Verwaltungseinheiten der 2. Stufe (Kabupaten/Kota), die bei Gründung der Provinz Bengkulu bestanden. Durch Gebietsänderungen entstanden weitere sieben Kecamatan, so zuletzt Pasar Manna (aus dem Kec. Kota Manna), Kedurang Ilir (aus Kedurang), Bunga Mas (aus Manna), Air Nipis (aus Seginim) und Ulu Manna (aus Pino).

### Aktuelle Bevölkerungsdaten der Bevölkerungsfortschreibung
Nachfolgende Tabelle gibt den Einwohnerstand nach Geschlecht vom Jahresende 2022 und 2023 wieder. Er resultiert aus den Ergebnissen der Fortschreibung durch die örtlichen Zivilregistrierungsbüros (Disdukcapil, indonesisch Dinas Kependudukan dan Pencatatan Sipil) und kann in einer interaktiven Karte abgerufen werden
| Kecamatan               | 31.12.2022 | 31.12.2022 | 31.12.2022 | Fläche km² | 31.12.2023 | 31.12.2023 | 31.12.2023 | 31.12.2023         | 31.12.2023          |
| Kecamatan               | 0Insg.     | männl.     | weibl.     | Fläche km² | 0Insg.     | männl.     | weibl.     | Dichte [Einw./km²] | Sex Ratio [M*100/F] |
| ----------------------- | ---------- | ---------- | ---------- | ---------- | ---------- | ---------- | ---------- | ------------------ | ------------------- |
| Kedurang                | 12.530     | 6.425      | 6.105      | 222,40     | 12.840     | 6.583      | 6.257      | 57,7               | 105,21              |
| Seginim                 | 17.766     | 9.040      | 8.726      | 54,58      | 18.168     | 9.265      | 8.903      | 332,9              | 104,07              |
| Pino                    | 13.137     | 6.643      | 6.494      | 70,92      | 13.295     | 6.735      | 6.560      | 187,5              | 102,67              |
| Manna                   | 17.215     | 8.728      | 8.487      | 38,05      | 17.492     | 8.859      | 8.633      | 459,7              | 102,62              |
| Kota Manna              | 31.737     | 15.954     | 15.783     | 30,95      | 32.242     | 16.262     | 15.980     | 1.041,7            | 101,76              |
| Pino Raya               | 22.886     | 11.740     | 11.146     | 274,76     | 23.299     | 11.962     | 11.337     | 84,8               | 105,51              |
| Kedurang Ilir           | 9.392      | 4.800      | 4.592      | 49,77      | 9.669      | 4.948      | 4.721      | 194,3              | 104,81              |
| Air Nipis               | 12.920     | 6.579      | 6.341      | 207,77     | 13.263     | 6.756      | 6.507      | 63,8               | 103,83              |
| Ulu Manna               | 8.479      | 4.343      | 4.136      | 236,77     | 8.619      | 4.406      | 4.213      | 36,4               | 104,58              |
| Bunga Mas               | 7.275      | 3.696      | 3.579      | 41,13      | 7.481      | 3.818      | 3.663      | 181,9              | 104,23              |
| Pasar Manna             | 18.469     | 9.145      | 9.324      | 6,81       | 18.568     | 9.200      | 9.368      | 2.726,6            | 98,21               |
| Kab. Bengkulu Selatan00 | 171.806    | 87.093     | 84.713     | 1.233,91   | 174.936    | 88.794     | 86.142     | 141,8              | 103,08              |

## Verzeichnis der Kelurahan
Die nachfolgende Liste gibt den Einwohnerstand zum Jahresende 2022 (Semester II/2022) und genau ein Jahr später für alle Kelurahan im Bezirk Bengkulu Selatan wieder. Innerhalb eines Jahres stieg die Einwohnerzahl der 16 Kelurahan um 520 Einwohner.
Neben der Fläche und den Einwohnerzahlen sind auch deren Zugehörigkeiten zu den fünf Kecamatan aufgeführt, ebenso die errechneten Ergebnisse der Bevölkerungsdichte (in Einw. je km²) sowie des Geschlechterverhältnisses (Sex Ratio). Als erste Spalte ist der Strukturcode des indonesischen Innenministeriums angegeben. Er gibt gleichfalls Aufschluss über die Zugehörigkeit der Dörfer zu den übergeordneten Verwaltungsebenen: Die ersten drei Zahlenpärchen werden durch Punkte getrennt und geben die Provinz, den Regierungsbezirk (Kabupaten) und den Distrikt (Kecamatan) an. Als letztes folgt nach einem weiteren Trennungspunkt der vierstellige „Dorfcode“ – wobei städtisch geprägte Kelurahan immer mit 1 und „normale“ (ländliche) Desa mit einer 2 beginnen. Die Statistikseiten von BPS (Badan Pusat Statistik) verwenden eine andere Nomenklatur, auf die hier nicht näher eingegangen werden soll, da sie nur bei den Volkszählungen Anwendung findet.
Wie bei vorstehender Tabelle entstammen alle Daten der Fortschreibung durch die örtlichen Zivilregistrierungsbüros (Disdukcapil).
| Struktur- code | Kecamatan     | Kelurahan        | Bevölkerung am Jahresende 2022 | Bevölkerung am Jahresende 2022 | Bevölkerung am Jahresende 2022 | Bevölkerung am Jahresende 2022 | Bevölkerung am Jahresende 2023 | Bevölkerung am Jahresende 2023 | Bevölkerung am Jahresende 2023 | Bevölkerung am Jahresende 2023 | Bevölkerung am Jahresende 2023 |
| Struktur- code | Kecamatan     | Kelurahan        | Fläche (km²)                   | Gesamt                         | männlich                       | weiblich                       | Gesamt                         | männlich                       | weiblich                       | Dichte                         | Sex Ratio                      |
| -------------- | ------------- | ---------------- | ------------------------------ | ------------------------------ | ------------------------------ | ------------------------------ | ------------------------------ | ------------------------------ | ------------------------------ | ------------------------------ | ------------------------------ |
| 17.01.02.1024  | 0Seginim      | Pasar Baru       | 0,20                           | 796                            | 398                            | 398                            | 811                            | 400                            | 411                            | 4.055,0                        | 97,32                          |
| 17.01.03.1018  | 0Pino         | Masat            | 2,72                           | 1.468                          | 705                            | 763                            | 1.487                          | 717                            | 770                            | 546,7                          | 93,12                          |
| 17.01.04.1022  | 0Manna        | Kayu Kunyit      | 1,09                           | 2.190                          | 1.109                          | 1.081                          | 2.236                          | 1.125                          | 1.111                          | 2.051,4                        | 101,26                         |
| 17.01.05.1009  | 0Kota Manna   | Gunung Ayu       | 2,02                           | 2.668                          | 1.352                          | 1.316                          | 2.727                          | 1.383                          | 1.344                          | 1.350,0                        | 102,90                         |
| 17.01.05.1010  | 0Kota Manna   | Kota Medan       | 1,49                           | 5.998                          | 3.015                          | 2.983                          | 6.073                          | 3.054                          | 3.019                          | 4.075,8                        | 101,16                         |
| 17.01.05.1016  | 0Kota Manna   | Kampung Baru     | 1,78                           | 1.333                          | 651                            | 682                            | 1.372                          | 671                            | 701                            | 770,8                          | 95,72                          |
| 17.01.05.1017  | 0Kota Manna   | Pasar Baru       | 1,46                           | 4.233                          | 2.123                          | 2.110                          | 4.219                          | 2.139                          | 2.080                          | 2.889,7                        | 102,84                         |
| 17.01.05.1019  | 0Kota Manna   | Ibul             | 2,66                           | 5.195                          | 2.596                          | 2.599                          | 5.297                          | 2.649                          | 2.648                          | 1.991,4                        | 100,04                         |
| 17.01.05.1020  | 0Kota Manna   | Padang Kapuk     | 1,89                           | 5.387                          | 2.725                          | 2.662                          | 5.480                          | 2.788                          | 2.692                          | 2.899,5                        | 103,57                         |
| 17.01.11.1003  | 0Pasar Manna0 | Tanjung Mulia    | 1,23                           | 4.576                          | 2.294                          | 2.282                          | 4.605                          | 2.308                          | 2.297                          | 3.743,9                        | 100,48                         |
| 17.01.11.1004  | 0Pasar Manna0 | Pasar Mulia      | 0,55                           | 1.824                          | 868                            | 956                            | 1.827                          | 864                            | 963                            | 3.321,8                        | 89,72                          |
| 17.01.11.1005  | 0Pasar Manna0 | Belakang Gedung0 | 0,27                           | 966                            | 478                            | 488                            | 984                            | 489                            | 495                            | 3.644,4                        | 98,79                          |
| 17.01.11.1006  | 0Pasar Manna0 | Gunung Mesir     | 1,18                           | 1.523                          | 758                            | 765                            | 1.571                          | 782                            | 789                            | 1.331,4                        | 99,11                          |
| 17.01.11.1007  | 0Pasar Manna0 | Padang Sialang   | 0,39                           | 2.096                          | 1.016                          | 1.080                          | 2.090                          | 1.023                          | 1.067                          | 5.359,0                        | 95,88                          |
| 17.01.11.1008  | 0Pasar Manna0 | Ketapang Besar   | 0,56                           | 2.856                          | 1.429                          | 1.427                          | 2.870                          | 1.433                          | 1.437                          | 5.125,0                        | 99,72                          |
| 17.01.11.1009  | 0Pasar Manna0 | Pasar Bawah      | 0,78                           | 2.532                          | 1.238                          | 1.294                          | 2.512                          | 1.233                          | 1.279                          | 3.220,5                        | 96,40                          |